# クレイジー・コールズ
クレイジー・コールズ（Crazy Calls）は、1992年から1995年にかけて活動していたJリーグ、浦和レッドダイヤモンズのサポーター集団である。通称「CC」。「レッズ・クレイジー・コールズ」（Reds Crazy Calls）と表記される場合もある。男性を中心にした硬派な応援スタイルで今日の熱狂的な浦和サポーターの基礎を作り上げた。

## 経緯
1992年9月27日に行われたJリーグカップ・横浜マリノス戦において、個々の観戦者がより良い応援を求めて自然に集結したのが始まりとされる。この時に集まった吉沢康一、相良純真らはそのまま後のサポーター集団の中心となった。
当時大学生だった吉沢には「プロサッカーにはそれに相応しい演出が必要。自分達がレベルの高いビジュアルを作り上げれば、それにつられて観客も集まりクラブの財政も豊かになる」とのポリシーがあり、それを具現化するためには人数が必要とも考えていたという。同年12月23日に行われた天皇杯準決勝の読売ヴェルディ戦では、リーグNo.1の人気チームを上回るパワフルな応援を繰り広げ、翌年のJリーグ開幕に向けて手応えをつかんだ。
1993年に正式にクレイジー・コールズとしての活動を開始。同年5月にJリーグがスタートするにあたり硬派な応援スタイルを推し進め他クラブのサポーターとの差別化を図ることにした。吉沢らはティーンエイジの男性をターゲットに、彼らが興味を持つ文化に共通するテーマである「不良性」を掲げ、「不良の男」を演出することでメディアに登場する戦略を採用した。この際、男性にのみターゲットを絞り女性は排除する姿勢を執ったが、これについて吉沢は「日本の流行の歴史を振り返ると、それを作るのも終わらせてしまうのも女性であるからだ」としている。
CCは「不良」を志向したファッションやロック音楽やパンク・ロックを基調としたコールやチャントで人々を惹きつけ、実際の試合では状況に応じた様々な応援方法で選手を鼓舞し、スタジアムの雰囲気を盛り上げた。時には1970年代から1990年代にかけて活況を呈していた静岡県サッカー界への対抗意識を前面に出したアジテーションを行うことで、すでに斜陽化が進んでいた「サッカー王国」「サッカーの街浦和」としての意識を呼び覚まそうともした。その一方で、硬派さや攻撃的な面ばかりでなく、当時のメンバーには、その場を楽しみ、相手選手を弄る余裕もあったという。
その反面、発炎筒騒動やサポーター同士の暴力事件、公序良俗に反するようなコールや示威行為など問題行動を頻繁に起こした。一部メディアからはフーリガンと紹介され、その行動に不満を持つ者もいたが、CCに代わってサポーターをリードしようとする集団は存在せず、応援はCCを発信源として行われ他の集団もこれに同調していた。

## 解散
1995年9月23日に浦和市駒場スタジアムで行われた名古屋グランパス戦後の夜9時頃、浦和市内の飲食店にて、吉沢が当時浦和に所属していた田口禎則から暴行を受ける事件が発生した。田口はシーズン半ばからプレーに精彩を欠いていたため、吉沢らから批判を受けており、強い不満を抱いていた。田口は吉沢に襲い掛かると胸ぐらをつかんで店外に引きずり出し、路上を30メートル連れ回し投げとばすなどの暴行を加え、全治数日間の怪我を負わせた。
浦和は事件の報告を受けたものの、同年9月27日にカシマスタジアムで行われた鹿島アントラーズ戦のメンバーに帯同させるなど、適切な対応をとらずにいた。一連の経緯が一般紙記者の知るところとなり、その日の夕刊紙上で報道されると、浦和の上層部は田口の1996年1月31日までの出場停止処分を発表し、Jリーグと日本サッカー協会もこれを追認した。本事件に関して埼玉県警も内偵調査を進めていたが、両者の間で和解が成立し、吉沢が田口の行動を不問とする上申書を提出したため、刑事事件に発展することはなかった。なお、吉沢によれば、当時の社長・清水泰男から直接謝罪をされたが、清水自身は報告を受けておらず、浦和側からのリアクションはその後も一切なかったという。
この後、田口の減刑嘆願運動が起こると、それまでのCCに対する不満が一気に噴出した。一部報道にはパソコン通信に流れた憶測の類をそのまま報じるなど取材に基づかないものもあり、中立の立場を取るマッチデー・プログラム編集部にはCCへの抗議や、喧嘩両成敗を求める声が寄せられた。結果として、事件を契機にCCは解散に至った。

## その後
CCは解散し多くのメンバーがゴール裏を去ったが、相良を中心としたメンバーは1997年にURAWA BOYSを結成し、CCの築きあげたスタイルを継承する形で応援を続けた。
2003年6月15日に埼玉スタジアムで行われた福田正博の引退試合で1日限りの復活を果たした。これは福田から吉沢が「引退試合は俺だけの物じゃない」と直接依頼を受けたことにより実現したもので、当日はかつてのCCのメンバーたちが7年ぶりに一堂に会しアウェイ側ゴール裏に陣取ると現役時代と変わらないメリハリの利いたコールで福田の引退を迎えた。

## 著書
- 轟夕起夫、クレイジーコールズ『THE RED BOOK—闘うレッズ12番目の選手達』大栄出版、1994年。ISBN 4-88682-450-1。